# О-Порріньйо
О-Порріньйо (гал. O Porriño, ісп. Porriño) — муніципалітет в Іспанії, у складі автономної спільноти Галісія, у провінції Понтеведра. Населення — 17 475 осіб (2009).
Муніципалітет розташований на відстані близько 450 км на північний захід від Мадрида, 29 км на південь від Понтеведри.

## Демографія
Динаміка населення (INE ):

## Галерея зображень

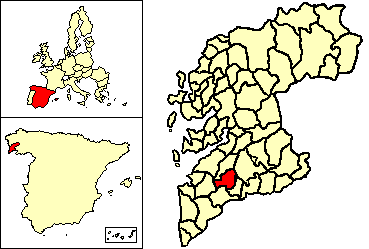
Розташування муніципалітету